# Lasseube
Lasseube är en kommun i departementet Pyrénées-Atlantiques i regionen Nouvelle-Aquitaine i sydvästra Frankrike. Kommunen ligger i kantonen Lasseube som tillhör arrondissementet Oloron-Sainte-Marie. År 2022 hade Lasseube 1 737 invånare.

## Befolkningsutveckling
Antalet invånare i kommunen Lasseube
| Referens: INSEE |